# Сирбі (Ботошань)
Сирбі (рум. Sârbi) — село у повіті Ботошані в Румунії. Входить до складу комуни Влесінешть.
Село розташоване на відстані 394 км на північ від Бухареста, 28 км на північний схід від Ботошань, 100 км на північний захід від Ясс.

## Населення
За даними перепису населення 2002 року у селі проживали 1148 осіб, усі — румуни. Усі жителі села рідною мовою назвали румунську.